# シマヨシゴイ
シマヨシゴイ（縞葦五位、学名:Ixobrychus involucris）は、ペリカン目サギ科に分類される鳥類の一種である。

## 分布
南アメリカ（コロンビア、ベネズエラ、ギニアからチリ中部、アルゼンチン中部まで）に分布する。分布地は不連続的に散在している。

## 形態
体長約33 cm。体全体が茶色がかった黄褐色で、体の上面はやや淡色になる。頸の前部には褐色の縦斑が入る。頭上と後頭部には黒く細かい縞が入る。初列風切の先端部は赤褐色である。嘴は黄褐色で、足は緑がかかった黄色である。

## 生態
沼地やその周辺に生息する。
魚類、甲殻類、昆虫類を主に捕食する。
水辺の木やアシ原に番いで営巣し、1腹2-3個の卵を産む。